# Le nuvole (album)
Le nuvole è il dodicesimo album in studio del cantautore italiano Fabrizio De André.

## Storia e contenuti
Dopo Creuza de mä (1984), album interamente cantato in genovese, Fabrizio De André pubblica un nuovo disco a sei anni di distanza, nel quale torna a collaborare con l'amico Mauro Pagani. Per quanto riguarda lo stile, da un lato (la facciata B dell'LP, corrispondente alle tracce dalla 5 alla 8) il lavoro continua sull'onda etnico/dialettale di Creuza de mä, dall'altro (il lato A) l'opera assomiglia di più alla produzione precedente a Creuza de mä, cioè ai dischi composti con Massimo Bubola, Rimini (1978) e L'indiano (1981).
I brani Mégu megún e 'Â çímma, in lingua ligure, inaugurano la collaborazione con Ivano Fossati, che proseguirà con l'album Anime salve, interamente scritto a quattro mani dai due artisti genovesi; il testo in napoletano di Don Raffaè è scritto a quattro mani con Massimo Bubola.
L'inizio del brano La domenica delle salme è costituito dall'esecuzione di buona parte di Giugno (da Le stagioni op.37a) di Pëtr Il'ič Čajkovskij da parte del pianista Andrea Carcano. La medesima esecuzione compare anche nel finale del brano Ottocento.
Così Pagani spiega la genesi dell'album:
(Mauro Pagani, 2006)
Il titolo dell'opera è ripreso dalla commedia di Aristofane, Le nuvole. Il collegamento lo esplicitò lo stesso De André:
[..] le mie Nuvole sono invece da intendersi come quei personaggi ingombranti e incombenti nella nostra vita sociale, politica ed economica; sono tutti coloro che hanno terrore del nuovo perché il nuovo potrebbe sovvertire le loro posizioni di potere.»
(Fabrizio De André, 1990)
Di questo album esistono due videoclip musicali, i primi girati su canzoni di De André, diretti dal regista Gabriele Salvatores: La domenica delle salme e Mégu megún; di quest'ultimo, girato a Sestri Levante, è protagonista l'attore Claudio Bisio.

## Le canzoni

### Lato A
In quest'opera di De André la cesura tra le due facce dell'album è molto sentita ed evidente.
Il lato A inizia e termina con un canto di cicale, simbolo ironico del «coro di vibrante protesta» della "domenica delle salme" lanciato dal popolo italiano "da Palermo ad Aosta" in risposta allo spadroneggiare dei potenti e alla perdita di identità e valori.

#### Le nuvole
È il brano che dà il titolo all'album. È un recitativo che parla, in maniera poetica, delle nuvole, del loro aspetto e del loro comportamento nel cielo. Il testo non è interpretato da De André, ma da due donne, una più anziana dell'altra, che recitano accompagnate da un tappeto sonoro intenso e sognante. Il testo, scritto da De André e Pagani, viene spesso erroneamente attribuito ad Alda Merini, probabilmente anche a causa della somiglianza della voce di una delle due interpreti con quella della poetessa milanese. 
(Fabrizio De André)

#### Ottocento
È un'opera buffa che è un misto di vari generi musicali, tra cui anche, in chiusura, un pezzo di jodel tirolese. L'interpretazione vocale di De André è piuttosto anomala: il cantautore sembra voler giocare a fare il cantante lirico, in linea con l'andamento pseudo-operistico predominante nel brano. De André riporta in un'intervista le motivazioni di questa scelta:
(Fabrizio De André, 1990)
I toni farseschi sono rivolti sia verso il borghese medio, descritto come colui che sa far tutto e dunque non sa proprio far nulla ("Figlio bello e audace/bronzo di Versace/figlio sempre più capace/di giocare in borsa/di stuprare in corsa e tu..."), sia ai consumatori, pronti a farsi abbindolare da qualsiasi nuova trovata pubblicitaria anche assurda ("... e quante belle triglie nel mar").
Nella sesta strofa della canzone, De André cita Jacopone da Todi, con la poesia Donna de Paradiso, dove la Madonna piange la morte del "Figlio bianco e vermiglio", con questi versi: "Figlio figlio/povero figlio/eri bello bianco e vermiglio..."; persino la morte, tuttavia, diviene soltanto un dispetto fatto dal "figlio, unico sbaglio" per "ferire e pugnalare nell'orgoglio" il padre-padrone. La canzone prende di mira lo sfrenato capitalismo moderno, paragonandolo appunto ai sistemi ottocenteschi.  Il figlio è colpevole del tremendo affronto di morire di noia borghese, per colpa dell'“intruglio che lo ha perduto nel Naviglio”. Per un istante, il padre borghese percepisce la fragilità e l'inconsistenza di un sistema basato sul niente, dove basta un'iniezione di una sostanza stupefacente per far crollare ogni cosa. Il dolore tuttavia è molto rapidamente sostituito dalla sua orrenda esteriorizzazione ed ostentazione.
Nella strofa finale, cantata in un tedesco molto approssimativo, sopraggiunge la consolazione borghese: il bel matrimonio, i buoni cibi e la morte di un figlio digerita come con un Alka-Seltzer. Si fa riferimento alla borghesia tedesca che, come con l'Alka-Seltzer, ha "ruttato e foraggiato" il nazismo per i suoi interessi, ma anche, genericamente, ad ogni borghesia che, in nome del proprio profitto, "rutta e foraggia" quelle che di fatto altro non sono che forme di oppressione delle libertà.
Il brano si conclude con una citazione pianistica di "Giugno: Barcarola" da Le stagioni di Pëtr Il'ič Čajkovskij.
Questa canzone è dedicata per buona parte a Ferdinando Carola, un poeta da poco scomparso all'epoca dell'uscita del disco, amico di De André: "la verdura di papà" è la maniera in cui Carola chiamava sua figlia ed anche i versi iniziali "cantami di questo tempo / l'astio e il malcontento / di chi è sottovento / e non vuol sentir l'odore / di questo motore / che ci porta avanti / quasi tutti quanti / maschi, femmine e cantanti / su un tappeto di contanti / nel cielo blu", si riferiscono alla propensione di Carola a non voler ottenere visibilità, tenendosi lontano dalla vita mondana e dal mondo dei diritti d'autore.

### Lato B
Cantato interamente in varie lingue non nazionali (due brani in genovese, uno in napoletano e uno in dialetto gallurese) è la continuazione del viaggio etnico di riscoperta di un'identità culturale cominciato con Crêuza de mä.

#### Mégu megún
Brano in lingua genovese scritto con Ivano Fossati. La traduzione in italiano del titolo è "medico medicone". Il brano consiste nella lunga lamentela di un ammalato immaginario contro il suo medico, colpevole di volerlo far alzare dal letto. A spaventare il povero ipocondriaco è il contatto con la gente, la gente che fa domande, la gente sporca, la gente pronta a rubare i soldi con qualche stratagemma, la gente che, naturalmente, attacca le malattie, la gente che ti può far innamorare. Il tono è cupo: addirittura in un passaggio della canzone si riproduce il respiro affannoso del malato. Alla fine il paziente decide che per lui è meglio non uscire e resta, come un Oblomov, prigioniero del suo letto, intento a sognare.

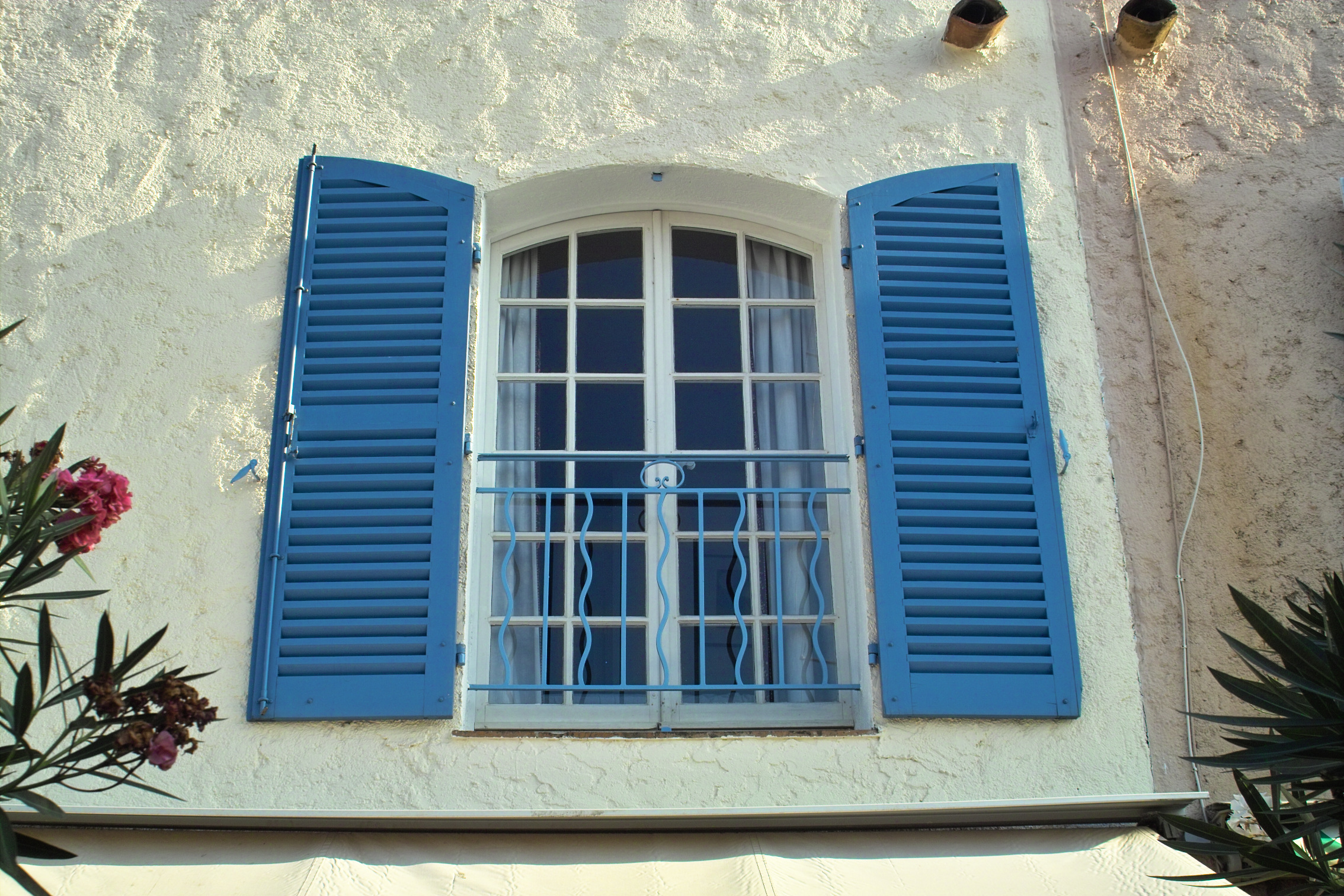
«la nova gelosia»

#### La nova gelosia
Interpretazione da parte di De André di una canzone napoletana del XVIII secolo, di autore ignoto. La gelosia sarebbe il serramento della finestra, la persiana nuova, che impedisce all'amato di guardare la sua bella.
De André scelse di includere il brano nell'album in preparazione dopo averlo ascoltato in un'interpretazione di Roberto Murolo che lo aveva affascinato.

#### 'Â çimma

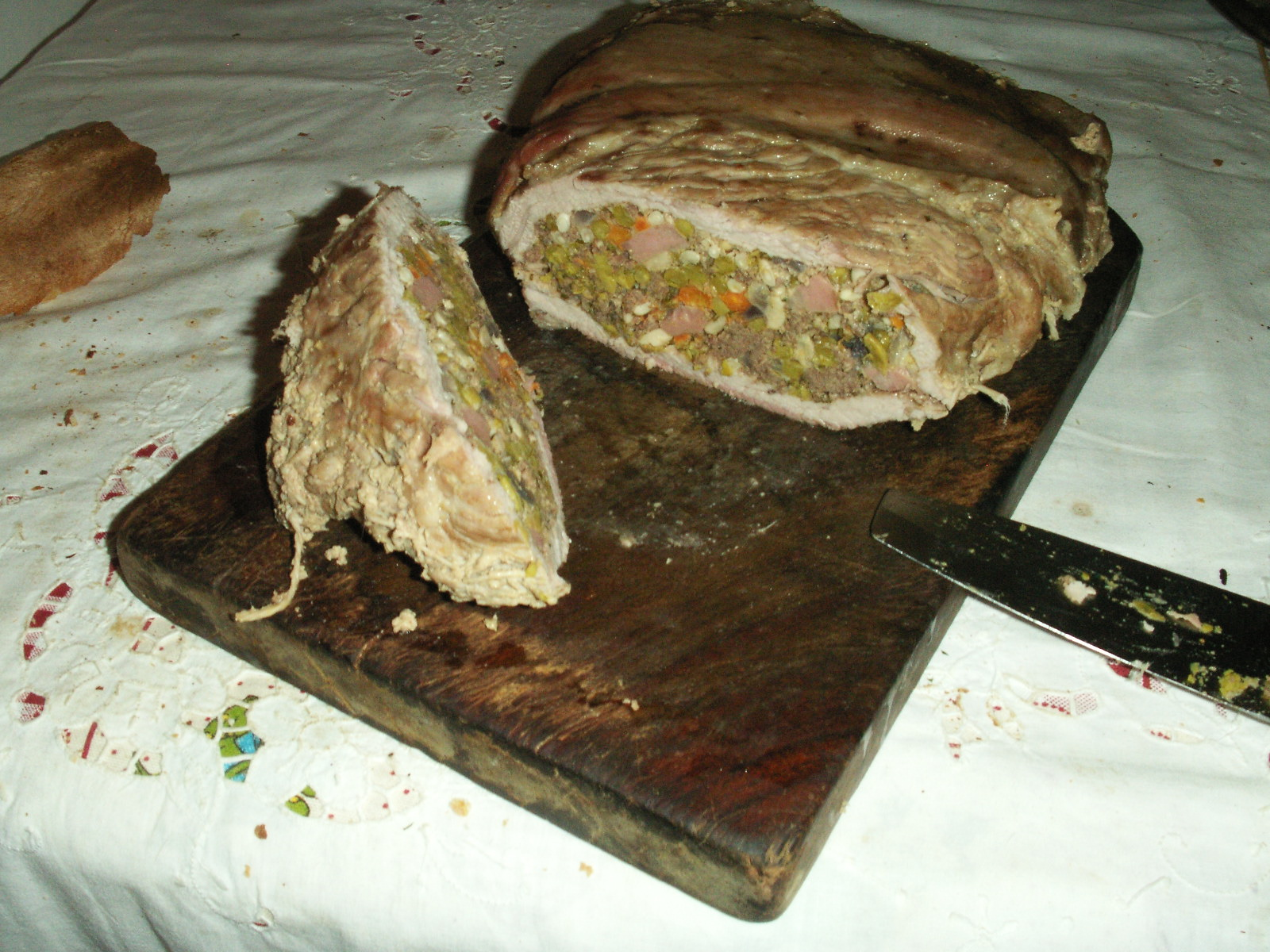
La "çimma"

Brano in lingua genovese scritto con Ivano Fossati che descrive poeticamente la preparazione di un tipico piatto ligure, la cima alla genovese, per un lauto pranzo, incentrandosi sull'aspetto rituale del fatto. Secondo De André, quando un cuoco prepara la cima, deve mettere una scopa di saggina in un angolo: se dalla cappa, malauguratamente, sbucasse la strega per maledire il cibo, essa dovrebbe contare le paglie della scopa, e nel tempo di fare questo la cima sarebbe già pronta. La cima viene poi “battezzata” nelle erbe aromatiche, punzecchiata e cucita. Alla fine i camerieri arrivano a prendere la preparazione, con un velato senso di violenza per il cuoco, a cui lasciano "tutto il fumo del suo mestiere", ed è lo scapolo a dover tagliare la prima fetta. Al cuoco non resta altro da fare che maledire chi sta superficialmente mangiando il suo capolavoro culinario faticosamente preparato: "mangiate, mangiate, non sapete chi vi mangerà"

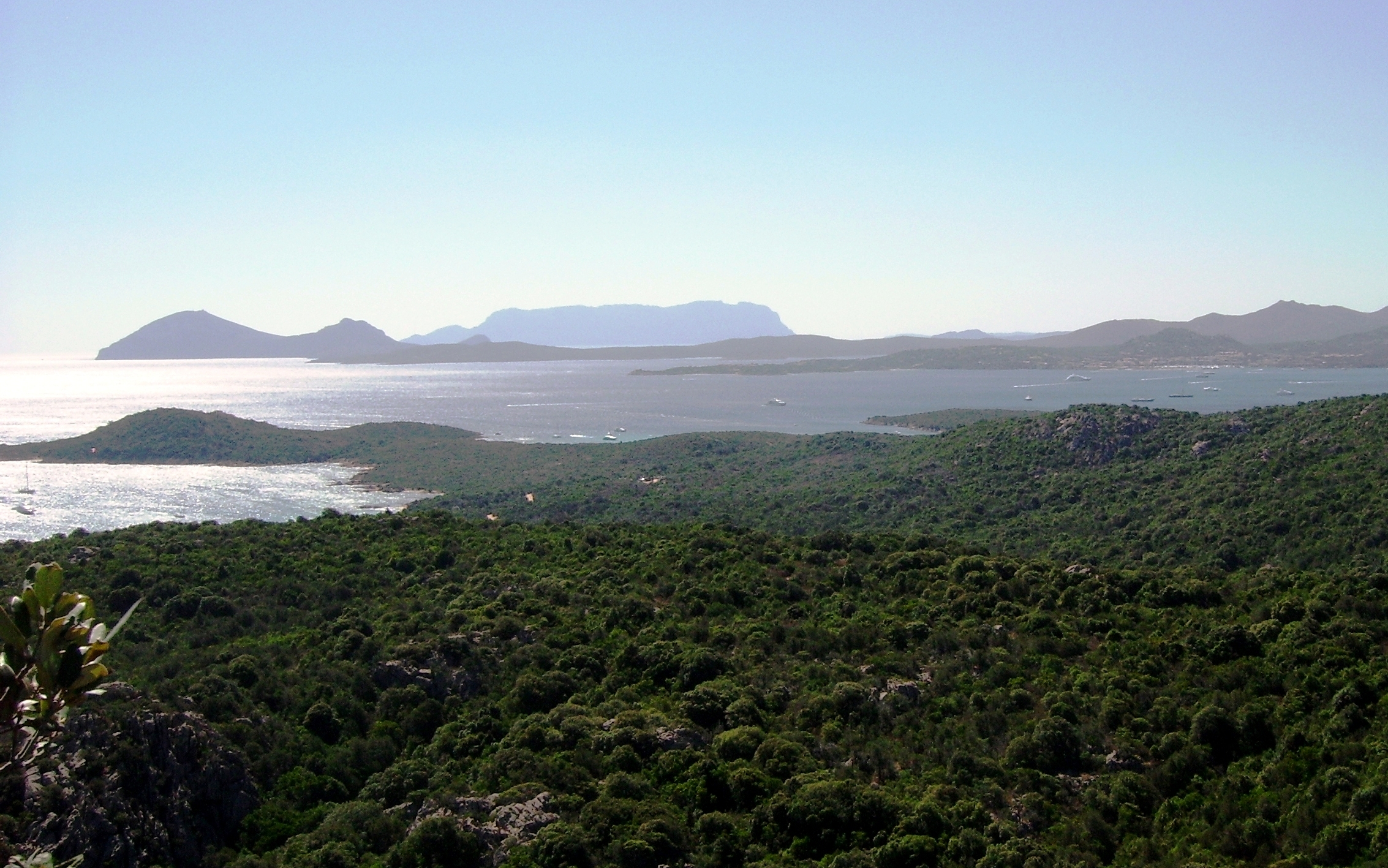
«li Monti di mola»

.

#### Monti di Mola
Nuovo omaggio di De André alla sua amata terra d'adozione, la Sardegna. "Monti di Mola" è la denominazione della Costa Smeralda in dialetto gallurese; si tratta, insieme a Zirichiltaggia (1978), di uno dei due brani del cantautore ligure con testo in lingua sardo-corsa (senza considerare il brano del 1981 Ave Maria, che non è un'opera originale di De André bensì un adattamento del canto religioso sardo Deus ti salvet Maria di Bonaventura Licheri e, oltretutto, presenta come voce principale quella di Mark Harris). In esso si narra di un amore insano e impossibile tra un giovane uomo e un'asina bianca che si incontrano una mattina sulle colline della Gallura. L'intero paese arriva persino ad organizzare il loro matrimonio, matrimonio che alla fine non si riesce a realizzare, ma non per la differenza di specie, bensì per un problema legato alle pratiche burocratiche: secondo i documenti ufficiali, i due, incredibilmente, risultano essere parenti stretti.
Partecipa all'incisione del brano il gruppo sardo dei Tazenda, che effettua il controcanto nei ritornelli.

## Tracce
Testi di Fabrizio De Andrè, eccetto dove indicato, musiche di Mauro Pagani.
1. Le nuvole – 2:16
2. Ottocento – 4:56
3. Don Raffaè – 4:08 (testo: Fabrizio De André, Massimo Bubola)
4. La domenica delle salme – 7:35
5. Mégu megún – 5:22 (testo: Fabrizio De André, Ivano Fossati)
6. La nova gelosia (Anonimo napoletano, XVIII secolo) – 3:04
7. ’Â çímma – 6:18 (testo: Fabrizio De André, Ivano Fossati)
8. Monti di Mola – 7:45

## Musicisti
Le nuvole
- Fabrizio De André - voce
- Arrangiamento e direzione d'orchestra di Piero Milesi e Sergio Conforti
- Livia Baldi, Stefano Barneschi, Maria Cristina Vasi, Emanuela Sfondrini, Brigid Sinead Nava, Debora Tedeschi, Elena Confortini, Martino Lovisolo, Carla Marotta, Giacomo Trevisani, Enrico Onofri, Carlo De Martini - violino
- Anna Maria Gallingani, Sebastiano Borella Cristina Cassiani Ingoni, Carlo Goj - viola
- Adriano Ancarani, Enrico Martinelli, Silvio Righini, Beatrice Cosma Pomarico, Jorge Alberto Guerrero, Caterina Dell'Agnello, - violoncello
- Giuseppe Barbareschi, Roberto Bonati - contrabbasso
- Giovanni Antonini, Michele Brescia - flauto
- Francesco Pomarico - oboe
- Sergio Orlandi, Umberto Marcandalli, Luciano Marconcini - tromba
- Luca Quaranta, Maria Gabriella Giaquinta, Adelia Colombo, Gianfranco Scafidi - corno
- Luisa Vinci, Alessio Nava - trombone
- Nicola Zuccalà - clarinetto
- David Searcy - timpani e triangolo
- Lalla Pisano, Maria Mereu - voci recitanti

Ottocento
stessa formazione presente nel brano precedente, senza le voci recitanti, e con l'aggiunta di
- Lucia Vivien Pick, Diane Rama, Nadia Pellicciari (soprano), Giuseppe Lopopolo, Giuseppe Donno (tenore) - Carlo Proverbio, Bortolo Laffranchi, Alessandro Cairoli (baritono) - Lucio Folilela (basso) - coro
- Flavio Premoli - fisarmonica
- Paolo Somià - jodel

Don Raffae'
- Fabrizio De André - voce
- Michele Ascolese - chitarra
- Lele Melotti - batteria
- Paolo Costa - basso
- Sergio Conforti - pianoforte
- Amedeo Bianchi - clarinetto
- Mario Arcari - secondo clarinetto
- Demo Morselli - tromba, trombone, basso tuba
- Renato Rivolta - ottavino
- Mauro Pagani - mandolino
- Alfio Antico - tammorra
- Gli intermezzi prima e dopo Don Raffae' sono tratti da Le stagioni di P. I. Čajkovskij (Giugno opera 37b) ed eseguiti da Andrea Carcano.

La domenica delle salme
- Fabrizio De André - voce
- Michele Ascolese - chitarra
- Mauro Pagani - violino e kazoo

Mégu megún
- Fabrizio De André - voce
- Mauro Pagani - oud, bouzouki, lira greca, ndelele (nome fittizio a indicare un violino pizzicato col plettro)[14] e seconde voci
- Sergio Conforti - tastiera
- Mario Arcari - shannaj
- Walter Calloni - batteria
- Candelo Cabezas - percussioni
- Paolo Costa - basso

La nova gelosia
- Fabrizio De André - voce
- Michele Ascolese - chitarra
- Franco Formenti - viola

'Â çímma
- Fabrizio De André - voce
- Mauro Pagani - ndelele (nome fittizio a indicare un violino pizzicato col plettro)[15] e bouzouki
- Sergio Conforti - tastiera
- Flavio Premoli - fisarmonica
- Franco Pettinari - ghironda
- Walter Calloni - batteria
- Angelo Pusceddu - percussioni
- Paolo Costa - basso
- Federico Sanesi - darabouka

Monti di Mola
- Fabrizio De André - voce
- Mauro Pagani - flauto di canna e flauto in sol, bouzouki
- Tazenda, Mauro Pagani, Fabrizio De André - seconde voci
- Sergio Conforti - armonium
- Flavio Premoli - fisarmonica
- Walter Calloni - batteria
- Angelo Pusceddu - percussioni
- Paolo Costa - basso

## Classifiche

### Classifiche settimanali
| Classifica (1990) | Posizione massima |
| ----------------- | ----------------- |
| Europa            | 44                |
| Italia            | 2                 |